# Sanzhar Tursunov
Sanzhar Tursunov (en uzbeko: Sanjar Atham oʻgʻli Tursunov; en ruso: Санжар Атхамович Турсунов; Taskent, RSS de Uzbekistán; 29 de diciembre de 1986) es un futbolista de Uzbekistán que juega en la posición de centrocampista con el FC AGMK de la Liga de fútbol de Uzbekistán.

## Carrera

### Club
| Periodo   | Club                     | Apariciones | Goles |
| --------- | ------------------------ | ----------- | ----- |
| 2006–2008 | FC Irtysh Omsk           | 86          | 13    |
| 2009–2011 | FC Volga Nizhny Novgorod | 102         | 9     |
| 2012      | Alania Vladikavkaz       | 22          | 2     |
| 2013      | Lokomotiv Tashkent       | 11          | 0     |
| 2013      | FC Gazovik Orenburg      | 16          | 2     |
| 2014–2015 | FC Vorskla Poltava       | 52          | 8     |
| 2016      | Umm-Salal SC             | 11          | 0     |
| 2016      | FC Vorskla Poltava       | 12          | 3     |
| 2017–2018 | Al-Kharitiyath           | 34          | 4     |
| 2018–2019 | Daejeon Citizen FC       | 27          | 2     |
| 2019      | FC Bunyodkor             | 9           | 1     |
| 2020–     | FC AGMK                  | 7           | 1     |

### Selección nacional
Jugó para Uzbekistán en 50 ocasiones de 2010 a 2018 y anotó cinco goles; participó en dos ediciones de la Copa Asiática.

## Logros
- Futbolista Uzbeko del Año de 2012.